# Fuerte Mandan

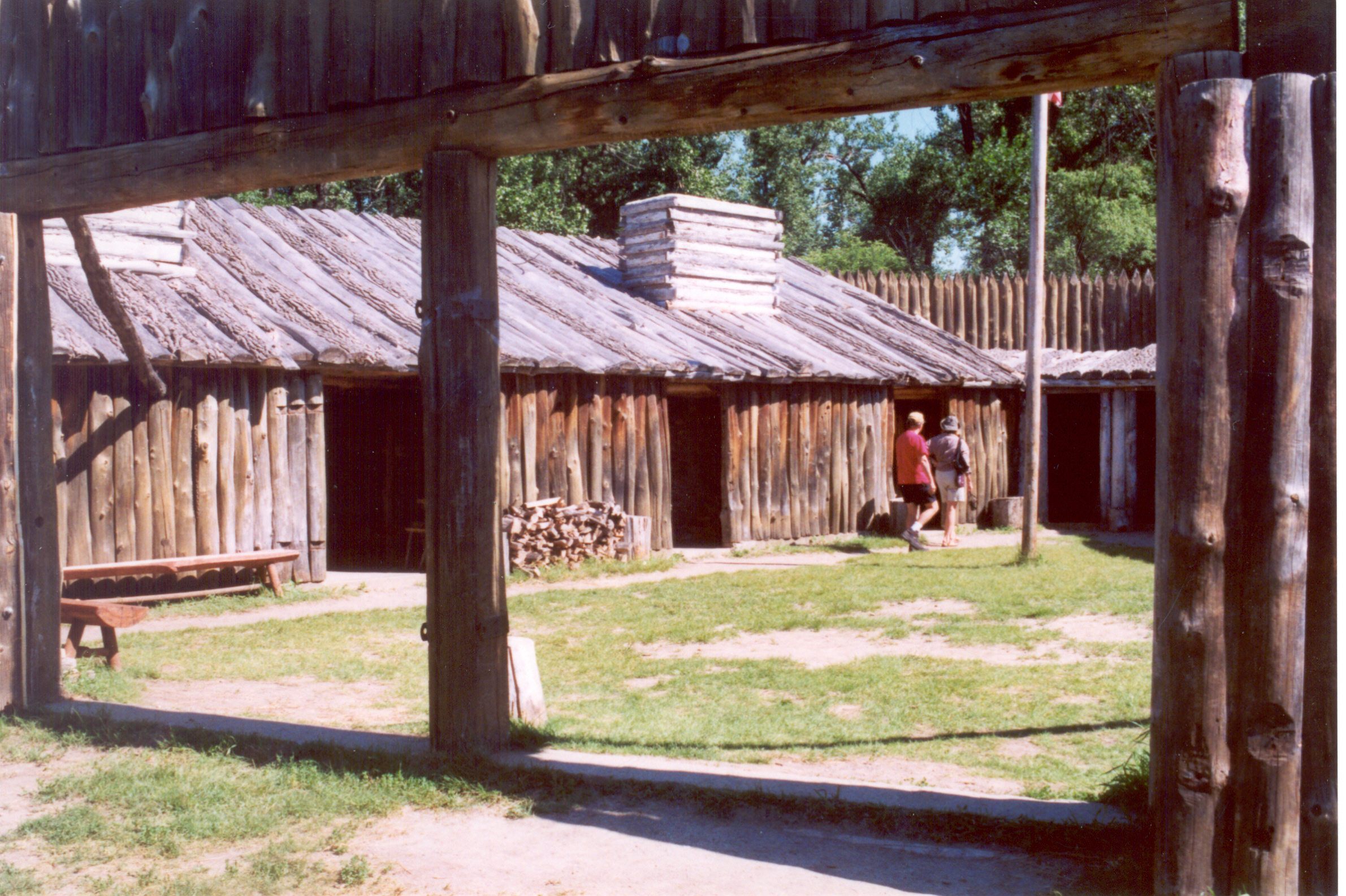
Interior de la réplica del fuerte Mandan.

El fuerte Mandan fue una empalizada erigida al inicio de la expedición de Lewis y Clark el mes de noviembre de 1804. Se localizaba en las cercanías de la actual localidad de Stanton, Dakota del Norte, Estados Unidos.

## Historia
La estructura fue iniciada a partir del 2 de noviembre de 1804, en las cercanías de un poblado de la tribu mandan sobre la ribera del río Misuri, a unos once kilómetros aguas abajo de la desembocadura del río Knife, en el actual estado de Dakota del Norte. Fue terminada el día 27.
El fuerte consistía de dos hileras de cabañas que estaban unidas por otra estructura, por lo que tenía forma triangular y se encontraba rodeada de una empalizada de unos 5,5 m. Además de albergue, sirvió para la defensa ante cualquier ataque de los nativos sioux. Tenía moradas para los expedicionarios (unos 44), y cuarto de provisiones. Su nombre le fue dado en «honor de sus vecinos» según Lewis. El mismo mes de su construcción la partida albergó a Toussaint Charbonneau y a sus dos esposas, una de ellas Sacajawea. Ambos serían de mucha ayuda en el viaje en labores de traducción. Sacajawea dio a luz un niño en el edificio.
Los residentes del fuerte Mandan pasaron en el sitio un duro invierno. En el diario del viaje, una fecha se describe como «un día muy desagradable» (28 de noviembre). Durante su estadía, la temperatura bajó alguna vez hasta -45 °C. A finales de marzo de 1805, la nieve comenzó a mermar y el 7 de abril la expedición retomó de nuevo el viaje hacia el oeste.

## Sitio de interés histórico
Los restos del fuerte Mandan yacen cubiertos por el río Misuri. En la actualidad hay una réplica del fuerte en la que se reviven las condiciones en las que vivieron los expedicionarios, además de un centro interpretativo y otras ofertas turísticas. Es administrada por la fundación Lewis y Clark. Su preservación se debe a la importancia de la expedición en la expansión territorial de los Estados Unidos. 